# 조시 베켓
조슈아 패트릭 베켓(Joshua Patrick Beckett, 1980년 5월 15일 ~ )는 미국의 전 프로 야구 선수로 투수이다.  3회의 메이저 리그 베이스볼 올스타였던 그는 플로리다 말린스, 보스턴 레드삭스와 로스앤젤레스 다저스를 위하여 활약하였다.
우수한 고등학교 경력 후, 그는 1999년 메이저 리그 베이스볼 드래프트에서 2번째 선발과 함께 말린스에 의하여 드래프트되었다.  그는 말린스와 2003년 월드 시리즈를, 레드삭스와 2007년 월드 시리즈를 우승하였고, 2007년 아메리칸 리그 챔피언십 시리즈의 MVP 상과 2003년 월드 시리즈의 MVP 상을 수상하였다.  그는 2006년 말린스에서 레드삭스로, 그리고 2012년 레드삭스에서 다저스로 이적되었으며, 둘다 다수의 선수 처리들의 일부로서였다.
베켓은 2013년 시즌의 거의를 놓치는 원인을 가져온 심각한 부상으로부터 회복되었고, 다저스를 위하여 2014년 5월 25일 필라델피아 필리스를 상대로 무안타 경기를 투구하여 다저스 역사상 그렇게 하는 데 19번째 선수가 되었다.  하지만 그의 시즌은 또다시 부상의 이유로 짧아지고, 그해 10월 7일 자신의 은퇴를 공고하였다.

## 어린 시절
베켓은 같은 텍사스주 출신 선수들 놀런 라이언과 로저 클레멘스를 우상화하면서 자라왔다.  청소년으로서 그는 리틀 리그 올스타 팀들에 나왔다.  그는 후에 스프링 고등학교에서 수학하였다.  그는 등급들과 함께 위기를 가졌고, 자신의 신입생 해 동안 자신의 코치에게 정신을 차리지 않았다.  그의 코치는 그와 굉장히 좌절하여 그를 팀에서 쫓아냈다.  그는 자신의 2학년 해 번에 성장 급등을 통하여 가면서 자신의 속구에 속력을 추가하였다.  그는 또한 자신의 성적 평균을 올리고, 팀에 돌아올 수 있었으며 2학년생으로서 1.18의 방어율과 함께 9승 3패의 기록을 가졌으며, 3개의 무안타 경기를 던졌다.
고등학교의 주니어로서 베켓은 베이스볼 아메리카에 의하여 최고의 고등학교 팀으로서 국가와 자신의 팀에서 최고의 고등학교 전망으로서 순위에 들어왔다.  그는 13승 2패로 갔고, 전부 시즌에서 20명 만의 타자들을 볼넷하는 동안 한 이닝에 2.1의 타자들을 스트라이크아웃 시켰다.
자신의 시니어 시즌에 베켓은 USA 투데이에 의하여 "올해의 고등학교 선수"로 임명되었다.  베켓은 텍사스 A&M 대학교를 위하여 투수로 목적의 편지를 서명하였으나 그와 조시 해밀턴은 1999년 메이저 리그 베이스볼 드래프트에서 유용한 최고의 두 선수로서 보였다.  베켓의 파악된 거만에 근심을 가진 탬파베이 데빌레이스는 첫 선택과 함께 해밀턴을 골랐다.  베켓은 플로리다 말린스에 의하여 2번째 선택과 함께 선발되었다.  속구에 자신의 신임을 보인 베켓은 2년 안에 메이저 리그로 이루어 2001년에 의하여 올스타 경기에서 활약할 것을 예언하였다.

## 야구 경력

### 플로리다 말린스 (2001 ~ 2005)

#### 마이너 리그
베켓은 자신이 잠시 블린 주니어 칼리지에 등록한 동안 말린스와 함께 일정 기간 동안 계속되는 협상들에 관여되었으나 1999년 8월 28일 결국적으로 4년, 7백만 달러의 계약을 맺었다.  그의 3십 2억 2천 5백만 달러의 서명 보너스는 투수 알렉스 페르난데스를 제외한 메이저 리그 명부에 말린스가 지불한 것보다 컸다.
2000년 3월 베켓은 한 시간에 94에서 96 마일로 시간이 매겨진 속구와 좋은 커브와 함께 팀과 자신의 첫 봄 훈련에서 말린스에 인상을 주었다.  그는 또한 다른 선수가 기증한 것보다 더 많이 팀의 자선 재단에 10만 달러를 기증하여 팀에 자신의 위임을 보이기도 하였다.  그는 자신의 프로 데뷔를 이루는 데 클래스 A 중서부 리그의 케인카운티 쿠가스에 지정되었다.  쿠가스를 위한 오프닝 데이의 출발 선수로서 그는 4개의 이닝을 투구하고, 앨버트 푸홀스에 의한 2루타에 하나의 만의 득점을 허용하였다.  그 시즌에 베켓은 부상들을 겪었다.  그는 쿠가스를 위하여 13개의 경기에서 투구하고, 2.12의 방어율과 61개의 스트라이크아웃과 함께 2승 3패의 기록과 함께 끝냈다.  그는 말린스의 최고 전망으로서 베이스볼 아메리카에 의하여 선발되었고, 중서부 리그에서 최고의 속구를 가짐은 물론 전체 마이너 리그에서 19번째 최고였다.  그는 또한 올스타 퓨처스 대회에 활약하는 데 선발되기도 하였다.
말린스는 2001년 시즌의 시작에서 플로리다 주립 리그의 브레버드카운티 매너티스로 지정되었다.  그는 자신의 38과 3분의 2 이닝에서 득점을 허용하지 않았고, 13개의 경기에서 1.23의 방어율과 101개의 스트라이크아웃과 함께 6승 0패로 갔다.  말린스의 총지배인 데이브 돔브로스키는 그의 향상에 "그는 내가 여태까지 교제한 아무 전망 선수로서 플로리다 주립 리그에 투수를 맡았다"고 의견을 남겨 동부 리그의 더블 A 포틀랜드 시독스로 진급으로 이끌었다.  베켓은 6월 16일 자신의 시독스 데뷔에서 자신이 향한 첫 9명의 타자들 중 8명을 스트라이크아웃 시켰다.  8월 13일 그는 빙엄턴 메츠를 상대로 무안타를 던지는 데 2명의 다른 시독스 투수들과 합쳤다.  팀을 위한 13개의 출발 경기에서 그는 8승 1패의 기록을 가졌고, 102명의 타자들을 스트라이크아웃 시켰다.
그는 "올해의 마이너 리그 선수"로서 베이스볼 아메리카, USA 투데이와 스포팅뉴스에 의하여 선발되었다.  베이스볼 아메리카는 또한 그를 말린스의 최고 전망과 야구의 전부에서 3번째로 최고 선수로 랭킹에 놓았으며, 말린스는 그에게 "올해의 말린스 조직상 마이너 리그 선수"로서 그에게 수여하였다.

#### 메이저 리그
베켓의 메이저 리그 베이스볼 데뷔는 2001년 9월 4일 시카고 컵스를 상대로였고, 자신의 첫 메이저 리그 베이스볼 우승을 들어올리는 데 6개의 봉쇄 이닝에 하나의 안타를 내주었다.  그는 경기에서 또한 2루타를 매기기도 하였다.  그는 9월 19일 몬트리올 엑스포스를 상대로 블라디미르 게레로에 2개의 득점 홈런을 내주기 전에 자신의 첫 10개의 이닝에서 하나의 득점을 허용하지 않았다.  4개의 경기가 시작되면서 그는 2001년 시즌을 2승 2패의 기록과 1.50의 방어율과 끝냈다.
2002년 물집의 문제들에 의하여 방해된 베켓의 하이라이트는 하나의 경기에서 12명의 엑스포스 선수들을 스트라이크아웃 시킨 6월 21일에 있었으며, 9이닝 경기에서 17개 스트라이크아웃의 말린스 기록에 몇몇의 구원 투수와 결합시켰다.  그해 말린스를 위한 23개의 출연(2개의 구원 투수 출연을 포함)에서 그는 4.10의 방어율과 113개의 스트라이크아웃과 함께 6승 7패였다.
베켓은 2003년 말린스의 오프닝 데이 출발 투수로 임명되었고, 23세의 나이로 팀 역사상 최연소 오프닝 데이 출발 선수였다.  하지만 그는 2개의 실책과 하나의 패스된 공의 결과로서 필라델피아 필리스가 3루에서 5개의 상대 팀의 실수로 얻은 득점을 매기면서 2와 3분의 2 이닝 만을 지속하였다.  그는 감독 제프 토보그를 해고시키는 데 공헌한 부상들 중의 일부로서 5월 중순 자신의 오른쪽 팔꿈치가 삐면서 즉시 장애자 명단에 놓였다.
그는 7월 1일 부상으로부터 돌아와 9승 8패의 기록, 3.04의 방어율과 152개의 스트라이크아웃과 함께 시즌을 끝냈다.
베켓은 2003년 내셔널 리그 디비전 시리즈의 오프닝 경기에서 자신의 포스트시즌 데뷔를 이루어 샌프란시스코 자이언츠를 상대로 7개의 이닝에서 하나 만의 득점을 허용하였으나 제이슨 슈미트가 완료의 경기 봉쇄를 투구하면서 패배를 얻었다.  하지만 말린스는 4개의 경기에서 시리즈를 우승하는 데 돌아왔다.  그의 다음 출발 경기인 시카고 컵스를 상대로 그해 내셔널 리그 챔피언십 시리즈의 첫 경기에서 첫 이닝에 그가 4개의 득점을 허용하면서 잘 되어가지 않았다.  말린스는 복수하고, 여분의 이닝에서 경기를 우승하였다.  컵스는 다음 3개의 경기를 차지하고, 베켓이 5번째 경기에서 투수판으로 돌아올 때 시리즈를 우승하는 데 한번 더만을 필요하였다.  그는 경기에서 본루에 도달하는 데 3명만의 컵스 선수들을 허용하였다.  말린스는 또한 6번째 경기를 차지하여 유명한 스티브 바트먼의 사고에 부분적으로 감사하였다.  7번째 경기에서 이틀의 휴식에 베켓은 불펜의 밖으로 나와 4개의 이닝을 투구하고, 말린스는 내셔널 리그 챔피언십을 잡는 데 9 대 6으로 우승하였다.
말린스가 뉴욕 양키스를 꺾으면서 3일간 휴식에 강한 상연들과 함께 베켓은 2003년 월드 시리즈 MVP 상을 수상하였다.  3번째 경기에서 그는 10명의 타자를 스트라이크아웃 시키고, 7과 3분의 1 이닝에서 2개만의 득점을 허용하였으며 양키 스타디움에서 열린 6번째 경기에서 그는 완료의 경기에서 양키스를 봉쇄하여 9명의 타자를 스트라이크아웃 시켜 시리즈를 잡았다.
베켓은 2004년 다시 말린스를 위하여 오프닝 데이의 출발을 이루어 엑스포스를 상대로 7개의 이닝에서 하나의 득점을 허용하였다.  그는 시즌 동안 장애자 명단에 3개의 여행을 이루었으나 아직도 경력 사상 26개의 출발과 156과 3분의 2 이닝을 투구하였다.  그는 3.79의 방어율과 함께 9승 9패였고, 정렬에서 2번째 해를 위하여 152개의 스트라이크아웃을 가졌으나 말린스는 막바지의 분전에 넘어지고, 포스트시즌을 이루지 않았다.  2005년 그는 29개의 경기에서 3.38의 방어율과 166개의 스트라이크아웃과 함께 15승 8패였다.
말린스와 함께 자신의 5개 시즌에서 베켓은 106개의 경기에서 41승 34패의 기록, 3.46의 방어율을 가졌으며, 총 607명의 타자들을 스트라이크아웃 시켰다.

### 보스턴 레드삭스 (2006 ~ 12)
2005년 추수감사절에 공식적으로 이루어진 거래에서 베켓은 마이너 리그의 유격수 핸리 라미레스와 투수들 아니발 산체스, 헤수스 델가도와 하비 가르시아를 위하여 3루수 마이크 로웰과 구원 투수 길레르모 모타와 함께 보스턴 레드삭스로 이적되었는데 2003년 중반부터 단 21번을 원했으나  불발되자 19번을 달았다.  베켓과 로웰은 흘려진 샐러리로 노력에서 이적된 말린스 베테랑들의 형저한 명단에 놓였다.  이 일은 조직적으로 시장 수정으로 이름 지었다.  레드삭스와 자신의 첫 출발에서 베켓은 2006년 4월 5일 텍사스 레인저스를 상대로 우승을 얻는 데 7개의 이닝에서 하나 만의 득점을 허용하였다.

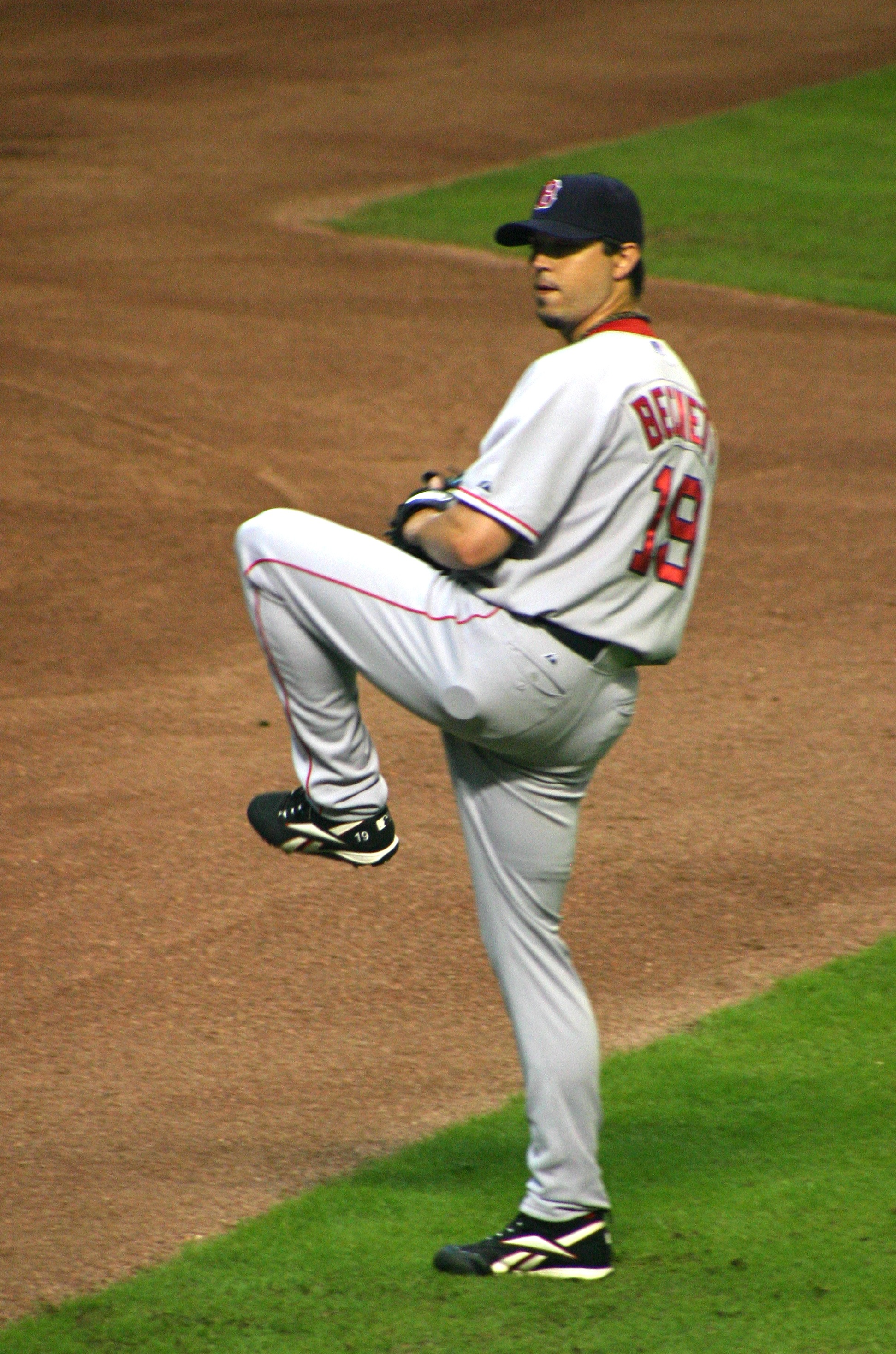
2008년 보스턴 레드삭스 활약 시절의 베켓

5월 20일 인터리그 경기가 열리는 동안 자신이 필리스의 투수 브렛 마이어스를 깊게 데려갈 때 지명 타자의 규칙의 출현 이래 베켓은 35년만에 홈런을 치는 데 첫 레드삭스 투수가 되었다.  7월 18일 그는 2010년을 위하여 1천만 달러의 클럽 선택과 함께 3년, 3천만 달러의 연장 계약을 맺었다.  베켓은 16승 11패의 기록과 5.01 방어율과 함께 레드삭스와 자신의 첫 시즌을 완료하였다.  204와 3분의 2 이닝에서 그는 191개의 안타를 내주었고, 74개의 볼넷을 가진 동안 158명의 타자들을 스트라이크아웃 시켰다.  그는 36개의 홈런을 허용하기도 하여 메이저 리그에서 2번째로 가장 많은 기록을 동점매겼다.
2007년 시즌의 시작에서 베켓은 더 많은 파괴 투구를 던지고, 적은 속구를 던지는 데 조절하였다.  동시에 그는 힘에 의하여 스트라이크들을 단순히 얻는 것보다 자신의 투구들에 위치를 정하는 것을 배웠다.  베켓은 자신들의 첫 7개의 출발 경기를 우승하는 데 역사상 6명의 레드삭스 투수들 중의 하나가 되었다.  조지 윈터와 미키 해리스가 한 시즌에 자신들의 첫 7개 출발 경기들을 우승하고, 베이브 루스, 데이브 페리스와 로저 모렛이 한 시즌에 자신들의 첫 8개 출발 경기들을 우승하였다.  강한 전반기 후, 3.44의 방어율과 함께 12승 2패의 기록을 게시한 그는 그해 메이저 리그 올스타 경기에 아메리칸 리그 팀으로 선발되었다.  베켓은 2개의 이닝을 투구한 후, 경기에서 승리를 얻어 하나 만의 안타를 내주고 2명의 타자들을 스트라이크아웃 시켰다.  베켓은 2005년 이래 하나의 시즌에서 20개의 경기를 우승하는 데 첫 투수가 되어 40개 만의 볼넷과 17개의 홈런 만을 허용하여 20승 7패의 기록, 3.27의 방어율, 194개의 스트라이크아웃과 1.14의 삼진률과 함께 시즌을 끝냈다.
베켓은 그해 아메리칸 리그 챔피언십 시리즈의 첫 경기를 시작하였고, 8개의 이닝에서 자신이 11명의 타자들을 스트라이크아웃 시키고 우승을 위하여 6개의 이닝을 투구하였다.  클리블랜드 인디언스를 상대로 베켓의 2승 0패의 기록과 1.93의 방어율은 그에게 그해 아메리칸 리그 챔피언십 시리즈 MVP 상을 수여하였다.  그는 그러고나서 출발하고, 콜로라도 로키스를 상대로 2007년 월드 시리즈의 첫 경기를 우승하여 7개의 이닝을 투구하고, 6개의 안타에 하나의 득점을 허용하여 9명의 타자들을 스트라이크아웃 시켰다.  레드삭스는 시리즈에서 로키스를 휩쓸었다.
2008년 5월 8일 베켓은 디트로이트 타이거스의 브랜던 잉어가 7번째 이닝에서 스윙을 스트라이크아웃 시킬 때 자신의 1,000번째 경력 스트라이크아웃을 기록하였다.  그는 27개의 출발 경기에서 4.03의 방어율과 함께 12승 10패였다.  애너하임 에인절스를 상대로 2008년 아메리칸 리그 디비전 시리즈의 3번째 경기에서 그는 5개의 이닝에 4개의 득점을 허용하였다.  그는 그러고나서 탬파베이 레이스를 상대로 그해 아메리칸 리그 챔피언십 시리즈에서 2개의 출발을 이루어 9.64의 방어율을 가졌다.
2009년 레드삭스와 함께 자신의 첫 오프닝 데이 출발이 있는 동안 베켓은 레이스에 5 대 3의 승리에서 하나 만의 득점과 2개의 안타를 허용한 7개의 이닝을 통하여 10명의 타자들을 스트라이크아웃 시켰다.  4월 14일 메이저 리그 베이스볼은 베켓이 에인절스의 외야수 보비 아브레우의 머리 위에 고의적으로 공을 던진 것에 그에게 벌금을 물게 하고, 6개의 경기에 그를 출장 정지 시켰다.  베켓은 후에 출장 정지를 호소하고, 5개의 경기들로 축소되었다.  6월 20일 전 레드삭스의 투수 데릭 로를 상대로 시합에서 애틀랜타 브레이브스를 상대로 그는 3년만에 자신의 첫 완료 경기 봉쇄 기록을 세웠다.  봉쇄는 레드삭스의 유니폼에서 처음으로 일어났다.  7월 5일 그는 그해 메이저 리그 베이스볼 올스타 경기에서 레드삭스를 대표하는 데 선발되었다.
7월 12일 펜웨이 파크에서 열린 캔자스시티 로열스를 상대로 완료 경기 봉쇄를 투구하여 자신의 100번째 경력 우승을 기록하였다.  8월 7일 양키스를 상대로 그는 15개의 이닝, 5 시간 33 분의 경기로 변화시킨 전 말린스 동료 선수 A. J. 버넷과 투구 시합에 관여하였다.  알렉스 로드리게스가 끝내기 홈런을 칠 때 15번째의 말기에 결국적으로 경기를 패하였다.  그는 3.86의 방어율과 32개의 출발 경기와 함께 시즌에 17승 6패로 갔다.  포스트시즌에 그는 그해 아메리칸 리그 디비전 시리즈의 2번째 경기에서 에인절스에게 자신의 하나의 출발 경기를 패하였다.
2010년 4월 5일 레드삭스와 베켓은 2014년을 통하여 4년, 6천 8백만 달러의 확장 계약에 동의하였다.  5월 7일 그는 9개의 득점을 허용하고, 8명의 타자를 스트라이크아웃 시켰다.  이 일은 1911년 시즌 동안 필라델피아 애슬레틱스의 잭 쿰스 이래 하나의 경기에서 결합을 가진 메이저 리그 투수로서 처음이었다.  그는 등 아래에 긴장과 함께 5월 19일 장애자 명단에 놓였고, 7월 23일에 복귀하였다.  9월 16일 그는 6번째 이닝에서 레이스의 벤 조브리스트를 상대로 레드삭스의 일원으로서 자신의 1,000번째 스트라이크아웃을 기록하였다.  그해 21개의 출발 경기에서 그는 5.78의 방어율과 함께 6승 6 패였다.
2011년 그는 방어율 (2.89), 상대 타구 평균 (.211) 과 삼진율 (1.03)에서 경력 최고 기록을 게시하였다.  그는 30개의 경기에서 13승 7패였으며, 자신의 3번째 올스타 경기로 선발되었다.  2011년 시즌의 말기에 레드삭스는 난처하게 되어 플레이오프들로 이루는 데 실패하였다.  베켓과 2명 더의 출발 투수들 존 래키와 존 레스터는 자신들이 투구를 하고 있지 않던 경기가 있는 동안 셋이서 술을 마신 논쟁의 중심에 있었고, 또한 프라이드 치킨을 먹고 비디오 게임을 하기도 하였다.  베켓은 이 일의 지도자로서 주목되었고, 어떤이들은 이 행동을 팀의 부족한 활약을 위한 이유 중의 일부로서 인용하였다.
베켓은 2012년 시즌에 분투하여 레드삭스의 선수로서 5.23의 방어율과 함께 5승 11패로 갔다.  8월 19일 양키스를 상대로 6개의 이닝에서 4개의 득점을 허용하였다.  7개의 시즌에 그는 89승 58패의 기록, 4.17의 방어율과 1,108개의 스트라이크아웃과 함께 레드삭스를 위하여 194개의 정규 시즌 경기를 시작하였다.

### 로스앤젤레스 다저스 (2012 ~ 14)

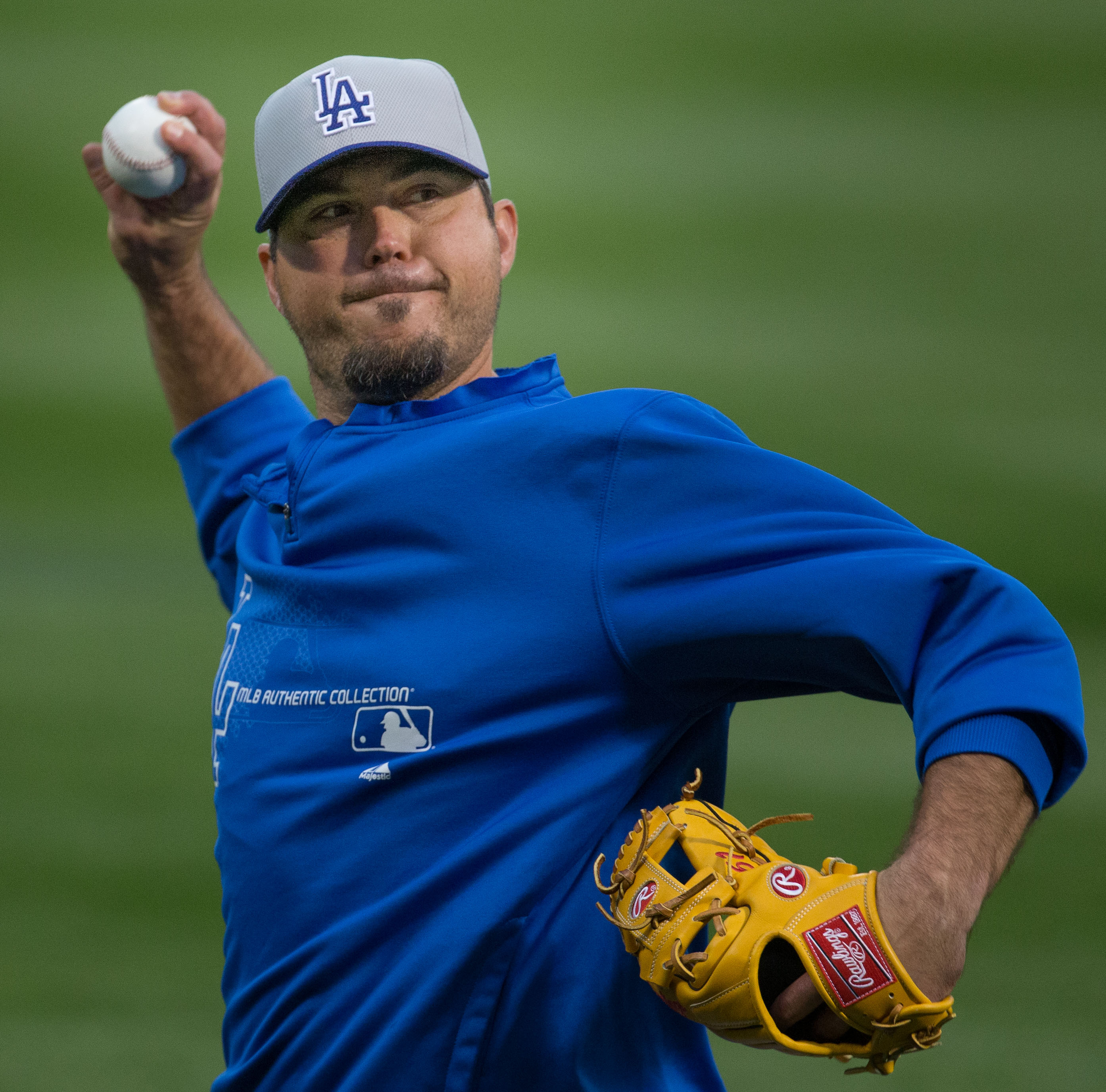
로스앤젤레스 다저스와 함께

2012년 8월 25일 그는 제임스 로니, 이반 데헤수스 주니어, 앨런 웹스터와 임명될 2명의 선수(제리 샌즈와 루비 데 라 로사)를 위하여 에이드리언 곤살레스, 칼 크로퍼드와 닉 푼토와 현금에 1천 1백만 달러와 함께 로스앤젤레스 다저스로 이적되었는데 보스턴 시절의 19번이 다저스에서 영구결번이라  61번을 달았다.  그는 이적 후, 다저스를 위하여 7개의 경기를 출발하고 2.93의 방어율과 함께 2 승 3 패로 갔다.
베켓은 8개의 출발 경기에서 0 승 5패의 기록과 5.19의 방어율과 함께 2013년 시즌의 초기 일부에서 분투하였다.  그는 사타구니 긴장과 함께 5월 15일 장애자 명단에 놓였다.  장애자 명단에 놓인 동안 그는 자신의 손에 쑤시게 되어 자신이 다시는 투구할 수 없는 것처럼 의심을 표현하였다.  시즌을 끝내는 수술을 피하는 데 노력에서 그가 엄한 갱생 프로그램에 진단되는 동안 한달간 투수 활약으로부터 그를 막았다.  하지만 쑤시는 감각이 6월 후순 베켓이 자신의 투수 프로그램을 다시 시작하는 시도를 할 때 돌아왔다.  그는 그해 7월 10일 그에게 수술을 받도록 요구한 흉곽 배출 증후군과 진단되어 그의 2013년 시즌을 끝냈다.
갈비뼈를 옮긴 것을 포함한 베켓의 수술은 2014년으로 향하는 다저스를 위하여 그에게 의문을 만들었다.  그는 4월 9일 다저스로 돌아와 지난 해 5월 이래 자신의 첫 출발을 이루어 4개의 이닝에서 4개의 득점을 허용하였다.  5월 13일 그는 2012년 이래 자신의 첫 우승을 들어올렸다.
2014년 5월 25일 일요일 베켓은 시티즌스 뱅크 파크에서 필라델피아 필리스를 상대로 무안타를 던져 다저스 역사상 21번째 무안타이며, 1996년 시즌에 노모 히데오가 그렇게 한 이래 처음이었다.  그는 128개를 투구하고, 6명의 타자를 스트라이크아웃 시켰으며 승리로 향하는 도중에 3개의 볼넷을 가졌다.  베켓은 2004년 랜디 존슨이 완벽한 경기(40세)를 던진 이래 무안타를 던지는 데 최연장 투수(34세)가 되기도 하였다.  그는 그 경기의 결과로서 "이번 주의 내셔널 리그 선수"로서 명예를 얻었다.
7월 8일 베켓은 시즌이 지나면서 왼쪽 절강이 충돌과 부상을 당하여 장애자 명단에 상륙하였다.  그는 7월 22일에 복귀하였으나 분투하였다.  8월 3일 출발 경기에서 그는 컵스를 상대로 4개의 이닝을 투구할 수 있었다.  9월 3일 다저스의 감독 돈 매팅글리는 기자들에게 베켓의 시즌은 그의 부상의 이유 같이 보인 것이라고 말하였다.  베켓은 그해 10월 7일 공식적으로 은퇴하였다.